# Peter Theodor Seelmann

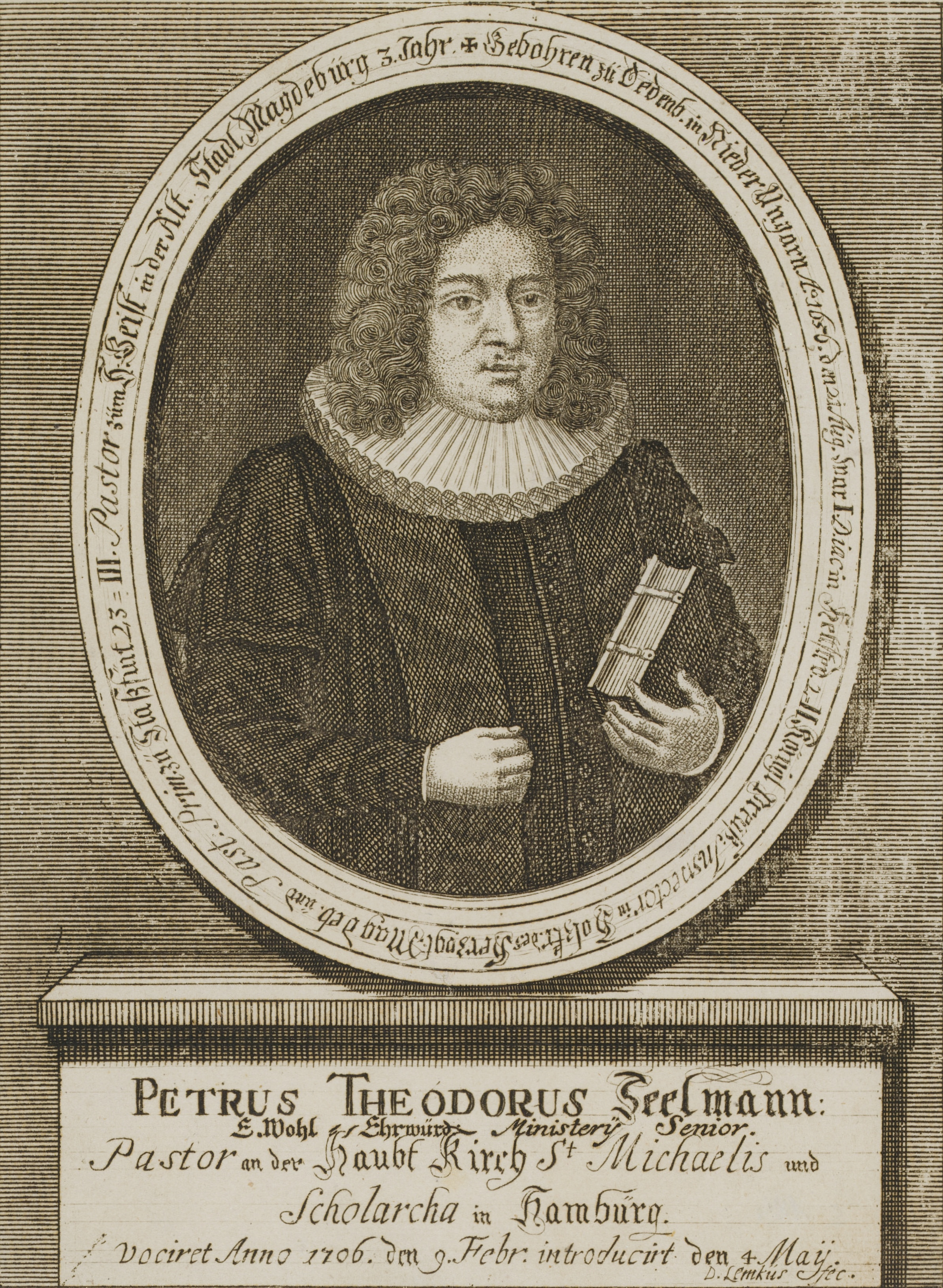
Peter Theodor Seelmann, Kupferstich von 1706

Peter Theodor Seelmann (* 21. August 1656 in Oedenburg; † 2. September 1730 in Hamburg) war ein ungarisch-deutscher lutherischer Theologe.

## Leben
Seelmann stammte aus einem alten Pastorengeschlecht. Bereits sein Großvater Martin Seelmann war als Pastor in Coburg tätig, und seine Großmutter Maria Sabina war die Tochter des Generalsuperintendenten Melchior Bischoff (1547–1614) gewesen. Sein Vater Christian Seelmann übte zum Zeitpunkt seiner Geburt die Rektoratsstelle der Schule seines Geburtsortes aus und wurde später Pastor in Kremnitz sowie Leutschow. Seine Mutter Anna Catharina Zauchtler ließ ihm eine sorgfältige Erziehung angedeihen, und er wurde von seinem Vater bereits frühzeitig unterwiesen. Durch die einsetzende Verfolgung evangelischer Stände in Ungarn musste die Familie 1671 in das Kurfürstentum Sachsen fliehen. Sein Vater, der am 20. April 1675 an der Universität Wittenberg den akademischen Doktorgrad erwarb, wurde in Salza Schulinspektor und disponierte seinen Sohn am 10. Juli 1674 an der Wittenberger Universität.
In Wittenberg erwarb sich Seelmann, nachdem er sich 1676 offiziell immatrikuliert hatte, am 16. Oktober 1676 den akademischen Grad eines Magisters der Philosophie. Auf den Rat von Abraham Calov hin blieb er noch einige Zeit in Wittenberg, um ein theologisches Studium zu absolvieren. 1678 wurde er Diakon und Prediger in Hettstedt, wurde dort 1680 Pastor und 1686 Pastor Primarius sowie Inspektor in Staßfurt. Nebenbei hatte ihm Friedrich Wilhelm der Große auch die Inspektion der Kirchen und Schulen im Holzkreis des Herzogtums Magdeburg übertragen. 1702 wurde er als Pastor an der Kirche zum Heiligen Geist in Magdeburg berufen. 1706 wurde er als Nachfolger Johann Wincklers Hauptpastor an St. Michaelis in Hamburg. Am 11. Dezember 1715 wurde er Senior des Hamburgischen Ministeriums und damit erster Pfarrer von Hamburg.
Genealogisch wäre anzumerken, dass er zweimal verheiratet war. Seine erste Ehe ist er 1679 mit Bartha Sabina, der Tochter des Diakons zu Salza, Christoph Brenners, eingegangen. Mit ihr hatte er 3 Söhne und 2 Töchter. 1687 vermählte er sich ein zweites Mal mit Catharina Julia, der Tochter des schwedischen Hauptmanns Jacob Christ, mit welcher er fünf Kinder hatte. Seelmanns Schwester Anna Salome wurde am 14. Februar 1682 in Quedlinburg die zweite Frau des Organisten und Musiktheoretikers Andreas Werckmeister.

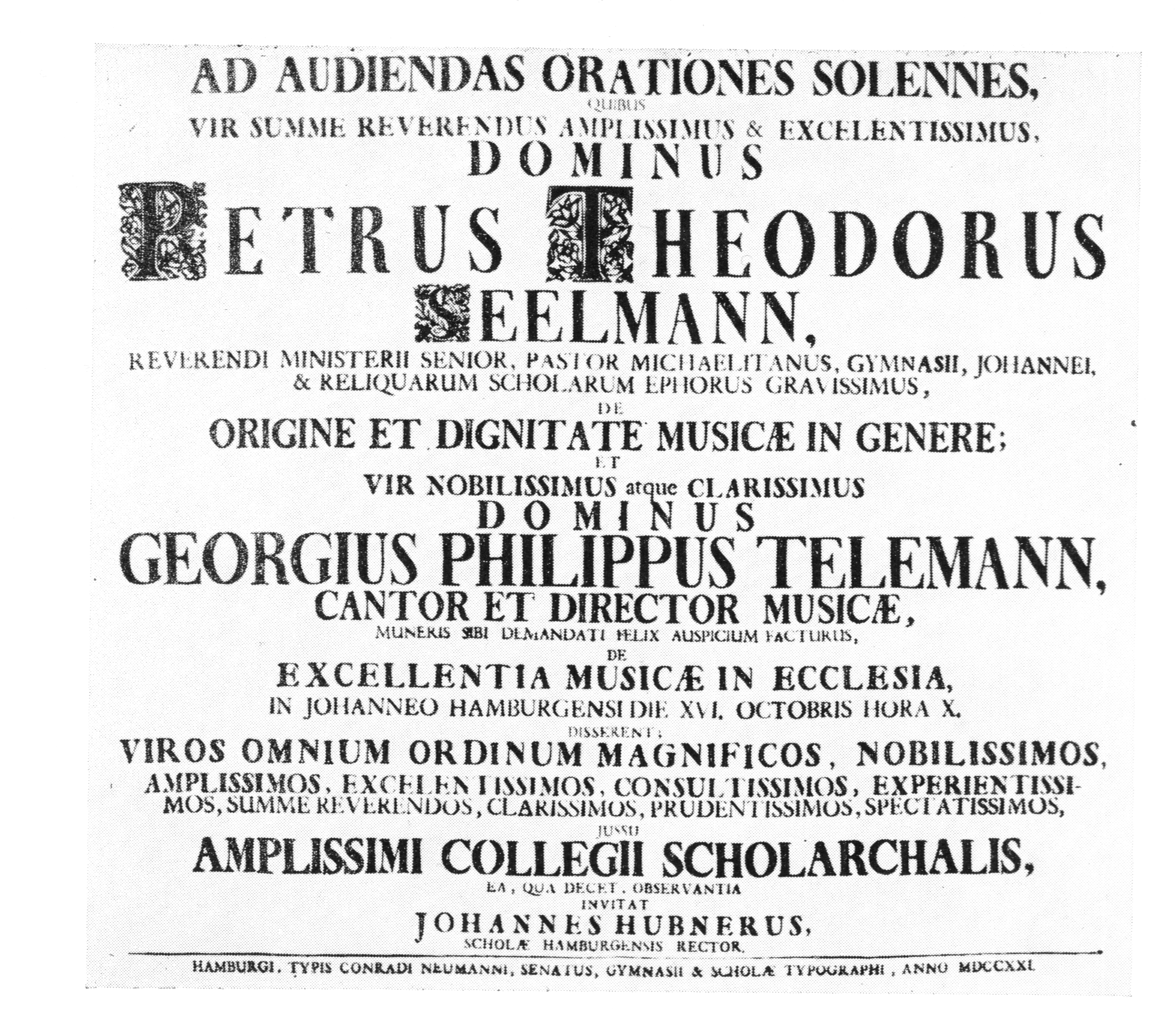
Einladungsplakat zu Telemanns Amtseinführung am 16. Oktober 1721 durch Peter Theodor Seelmann

Seelmann war mit Georg Philipp Telemann bekannt, möglicherweise schon in der Magdeburger Zeit. Als Telemann zum Hamburger Kantor und Musikdirektor berufen wurde, war Seelmann als Hauptpastor gewissermaßen sein Dienstvorgesetzter und führte ihn am 16. Oktober 1721 in sein Amt ein. Telemann komponierte 1724 aus Anlass von Seelmanns 68. Geburtstag die Serenade Erheitre dich mit güldnen Strahlen TVWV 12:5 (nur Textdruck erhalten). Seelmann kommt als Librettist eines unvollständigen Kantatenjahrgangs in Frage, der zwischen dem 17. Sonntag nach Trinitatis 1725 und dem 6. Sonntag nach Trinitatis 1726 in Hamburg erstaufgeführt wurde. Die Kantatentexte sind in den Hamburger Texten zur Musik zwar nur unter dem Autorenkürzel „S.“ abgedruckt, doch ist das Kürzel im Register des Jahrgangs 1724/25 wie folgt aufgelöst: „S. [=] Mr. Seelmann, vom 17. nach Trinit. an biß zu Ende“. Zwei dieser Texte konnten in Werner Menkes Telemann-Vokalwerke-Verzeichnis sowie der RISM-Datenbank als Kantaten Georg Philipp Telemanns identifiziert werden, obwohl sie in beiden Verzeichnissen fälschlich dem Texter Gottfried Simonis zugeordnet sind: die Kantate Also hat Gott die Welt geliebet TVWV 1:80 zum 2. Pfingsttag sowie die Kantate Selig sind, die zum Abendmahl des Lammes berufen sind TVWV 1:1370 zum 2. Sonntag nach Trinitatis. Dies lässt vermuten, dass die Kantatenserie insgesamt von Telemann komponiert wurde. Im Telemann-Vokalwerke-Verzeichnis sind weitere acht verschollene Kantaten mit dem Textdichter Seelmann bezeichnet. Dieser „Seelmann-Jahrgang“ konnte bislang noch nicht vollständig rekonstruiert werden. Hans Hörner hielt es für möglich, dass Seelmann der Textdichter von Telemanns Matthäus-Passion TVWV 5:12 von 1730 war.

## Werkauswahl
- Diss. de principio fidei, Präsid. D. Schwarzin. Wittenberg 1675
- De Samarita Medico, Praes. D. Deutschmanno. Wittenberg 1676
- Fünffacher Schmuck der Seelen. Wittenberg 1676
- De Peccato Orginis contra Syncretistas eod. Praeside. Wittenberg 1676
- Contra Thom, Henrici Anatom. Pol. 1678
- Orationes Synodalis Islebiensis. Eisleben 1679
- Danck-Predigt nach abgewandter Pestilenz in Stassfurth. Magdeburg 1681
- Epistolische und Apostolische Erquick-Stunden, samt einer Historischen Soldaten Postille. Magdeburg 1685
- Christliche Regentenpredigt gehalten in Staßfurth. 1686
- Sieben Jubelpredigten, so zu Magdeburg 1688 gehalten worden
- Beschluß des alten und Anfang des neuen Jahres bestehend in einer Abzugs-Predigt zu Staßfurth und Anzugspredigt zu Magdeburg. Magdeburg 1702
- Der Rat Gottes von unserer Seeligkeit, in einem Neu-Jahrs-Andachts-Wunsch. Magdeburg 1704
- Zwo Predigten unter dem Titel: Letzter Abschieds-Kuß in der Magdeburgischen zum Heil. Geist, und erster Friedens-Gruß in der Hamburgischen Kirche zu St. Michael. Hamburg 1708
- Die Gebetspflicht eines ieden Christen, sonderlich eines Feld-Predigers, zur Zeit des Türken-Kriegs. Magdeburg 1716
- Orationes in Obitum D. Joh. Volckmari. Hamburg 1716
- Orationes de Jubilaeo Evangelico secundo, quo Organon divinum, Megalandrum, Lutherum, Theologorum omnium ab Apostolorum aetate Phosphorum, celebrat, & a Jesuitarum, imprimis Alastoräs Anonymi rectoris & Hamburgi disseminatis scommatibus, convitiis & calumnis, vindicat. Hamburg 1717
- Jubelpredigt über Zach. XIV. 6. 7. gehalten 1717 den 31. Oktober; so unter den Jubel-Predigten, so unter dem Titul: Des Hamburgischen Lutherischen Zions heilige Jubelfreude. Hamburg 1718
- Vorrede zur Historia Vitae Lutheri. 1730